# Via di Francesco

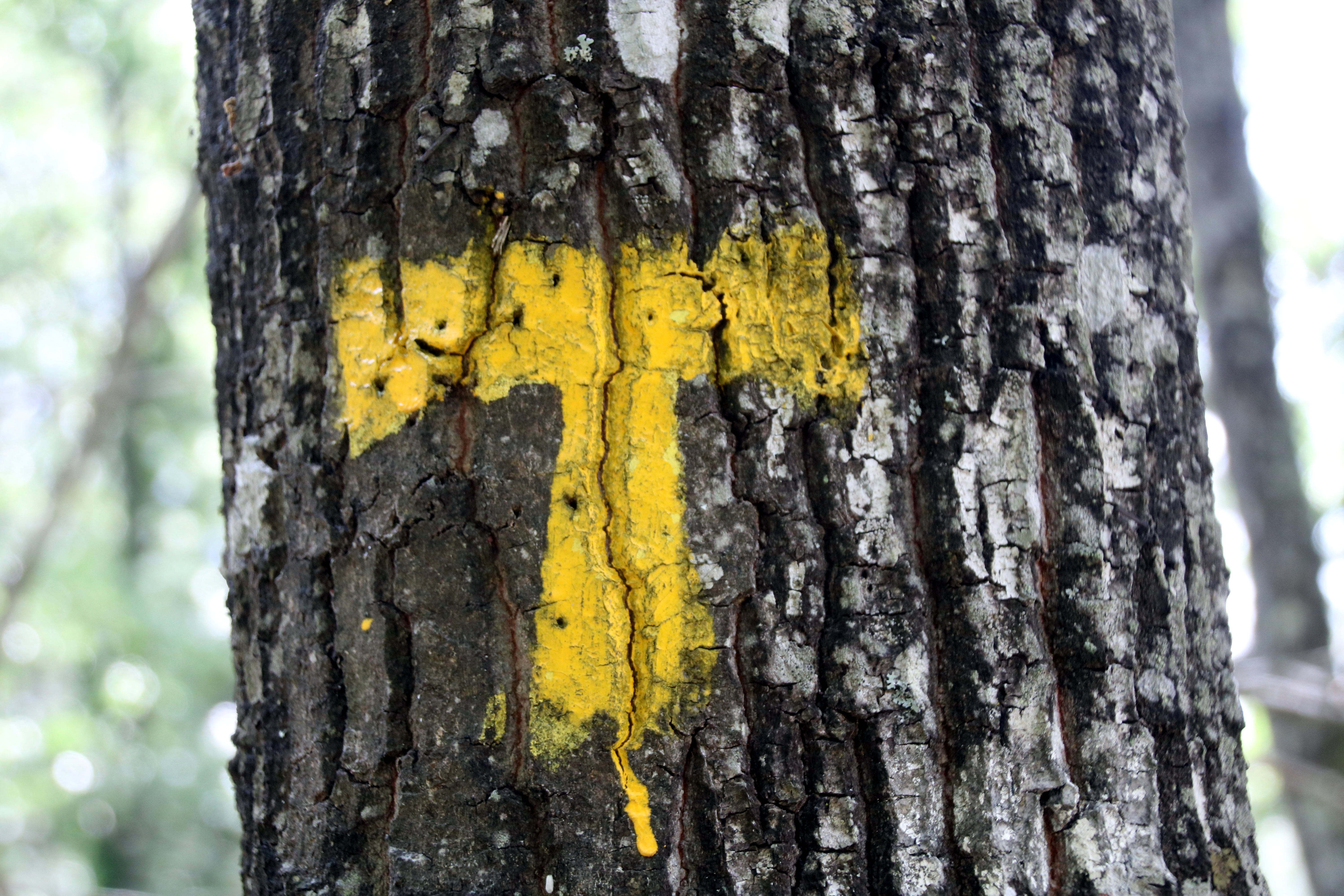

De Via di Francesco is een langeafstandswandelpad in Italië. De geel-blauw of met een gele T bewegwijzerde route loopt naar Assisi en bestaat onder andere uit een zuidelijke route vanuit Rome, en een noordelijke route vanuit Rimini-La Verna. De route staat in het teken van Franciscus van Assisi.